# Campionatul Central și Sud-American de Handbal Feminin
Campionatul Central și Sud-American de Handbal Feminin este una din cele mai importante competiții de handbal feminin pentru națiuni din America Centrală și America de Sud și este organizat  începând cu anul 2018.  La prima ediție a campionatului au participat cinci echipe.

## Istoric
Înființarea Campionatului Central și Sud-American de Handbal Feminin se datorează deciziei Federației Internaționale de Handbal (IHF) de a împărți Federația Panamericană de Handbal în două entități.
Congresul IHF, desfășurat pe 11 noiembrie 2017 în orașul turc Antalya, a dezbătut și aprobat cu 15 voturi pentru și unul împotrivă propunerea președintelui IHF, Hassan Moustafa, de a împărți Federația Panamericană în două asociații sportive continentale separate. Congresul a modificat articolul 10.2 al statului IHF în sensul măririi numărului federațiilor continentale de la 5 la 6. Astfel, Federația Panamericană de Handbal a fost transformată în Confederația Nord-Americană și Caraibiană de Handbal, respectiv Confederația Central și Sud-Americană de Handbal, având drept scop:
„O sporire a activităților handbalistice în toate domeniile - rezultând din avantajele financiare datorate distanțelor mai scurte și reducerii costurilor de călătorie; banii economisiți vor spori activitatea handbalistică în toate domeniile.”
Un motiv invocat de președintele Moustafa pentru înființarea unei Confederații Nord-Americane separate a fost acela că „piața nord-americană este decisivă pentru dezvoltarea handbalului mondial și pentru poziția handbalului mondial”.
Federația Panamericană de Handbal s-a opus deciziei adoptate de IHF și a utilizat toate căile de apel prevăzute de regulamentele Federației Internaționale de Handbal. În final, Federația Panamericană a atacat decizia IHF la Tribunalul de Arbitraj Sportiv de la Lausanne, care i-a dat dreptate, declarând „nulă și neavenită” hotărârea IHF de la congresul din Antalya, însă Federația Internațională a refuzat să-și anuleze planul de a împărți asociația panamericană în două confederații, motivând că:
„În conformitate cu articolul 19.1.1 al statutului IHF, aceasta este deținătoarea originală a tuturor drepturilor emanând din competiții. Deci, IHF își menține poziția de a organiza viitoare campionate de calificare în Confederațiile Nord-Americană și Caraibiană, respectiv Central și Sud-Americană.”
În consecință, fostul Campionat Pan American de Handbal Feminin a încetat să mai existe începând din anul 2018, fiind înlocuit cu un Campionat Central și Sud-American, respectiv unul Nord-American și Caraibian.

## Listă campionate
| Ediție | Țară gazdă | Aur      | Argint    | Bronz    |
| ------ | ---------- | -------- | --------- | -------- |
| 2018   | Brazilia   | Brazilia | Argentina | Paraguay |

## Clasament pe medalii
| Locul | Naționala |   |   |   | Total |
| ----- | --------- | - | - | - | ----- |
| 1     | Brazilia  | 1 |   |   | 1     |
| 2     | Argentina |   | 1 |   | 1     |
| 3     | Paraguay  |   |   | 1 | 1     |

## Țară gazdă
|   | Națiune  | Gazdă | Anii |
| 1 | Brazilia | 1     | 2018 |

## Istoria Participărilor
| Echipă          | Locul ocupat | Locul ocupat |
| 2018            | 2020         |              |
| --------------- | ------------ | ------------ |
| Argentina       | 2            |              |
| Belize          | −            |              |
| Bolivia         | −            |              |
| Brazilia        | 1            |              |
| Chile           | 4            |              |
| Columbia        | −            |              |
| Costa Rica      | −            |              |
| Ecuador         | −            |              |
| El Salvador     | −            |              |
| Guatemala       | −            |              |
| Guyana          | −            |              |
| Guyana Franceză | −            |              |
| Honduras        | −            |              |
| Nicaragua       | −            |              |
| Panama          | −            |              |
| Paraguay        | 3            |              |
| Peru            | −            |              |
| Uruguay         | 5            |              |
| Venezuela       | −            |              |